# ۴۷۶ (قمری)
۴۷۶ (قمری)، چهارصد و هفتاد و ششمین سال در گاهشماری هجری قمری است. اول محرم این سال برابر با بیست و هفتم مه سال ۱۰۸۳ میلادی است.